# Jonathan Lamy
Jonathan Lamy, né à Montréal en 1980, est un poète, chercheur, traducteur, promoteur, et critique littéraire québécois,.

## Biographie
Jonathan Lamy est né à Montréal en 1980. Il a obtenu un doctorat interdisciplinaire en sémiologie de l'Université du Québec à Montréal en 2012,. Il a publié son premier recueil, Le vertige dans la bouche, aux Éditions du Noroît en 2005. Je t'en prie parait en 2011 aux mêmes éditions, ainsi que La vie sauve, en 2016, qui lui vaut le Prix Émile-Nelligan. En 2019 parait Nous faisons l'amour, toujours aux Éditions du Noroît. La même année il publieTendresse tactique chez Bouc Productions. Lamy a publié des poèmes, critiques, articles et traductions dans de nombreuses revues, et dirigé plusieurs dossiers, notamment dans Exit, revue de poésie, Voix et images, et pour les Productions Arreuh,,. Il est conseiller littéraire pour les éditions Mémoire d’encrier, et a fait partie du comité égalité de l’Union des écrivaines et des écrivains québécois (UNEQ), et de divers comités de rédaction dont Exit, revue de poésie, et Inter, art actuel,. Il a également traduit trois œuvres de l'anglais au français, toutes parues chez Mémoire d'encrier: Pour l'amour du multilinguisme : une histoire d'une monstrueuse extravagance de Tomson Highway, qui lui a valu d'être finaliste au Prix de la traduction John Glassco 2019, ainsi que Le premier coup de clairon pour réveiller les femmes immorales par Rachel McCrum (2020) et Fragments d'un monde en ruine de Thomas King (2021).
Lamy, qui se décrit lui-même comme un « poète à tout faire », a fondé et co-fondé plusieurs initiatives reliées à la diffusion de la poésie. Parmi ses co-fondations on compte Erre d’aller, centre étudiant d’édition et de diffusion, les Productions Arreuh en 2007, avec Catherine Cormier-Larose, et le Collectif VX. En 2017, il fonde La poésie partout, « un organisme de diffusion, de médiation et de dissémination de la poésie »,,. En 2019, La poésie partout a remporté la bourse Poésie dans la cité, du Conseil des arts de Montréal (CAM) et de l’UNEQ pour le projet « Dehors est un poème ».
Lamy pratique également la performance à travers, entre autres, la poésie sonore, la vidéopoésie et l’intervention dans l’espace public. Comme dans sa poésie, les performances de Lamy touchent souvent à l'intime, et au physique. Sa performance Laisse faire, en témoigne. Installé dans un salon de coiffure de la rue Ontario pendant toute une nuit, Lamy a demandé aux visiteurs de lui donner des soins, avec comme seule directive : « "Faites ce que vous voulez de moi, ce que vous voulez de mon corps, mais touchez-moi, n’hésitez pas." Au matin, le corps de l’artiste, transfiguré par le passage de l’autre, était devenu, en un sens, le bricolage des visiteurs, à la fois témoin et trace tangibles du passage du public au salon. Les poèmes de Je t’en prie mettent en scène uns ».
Il a écrit des poèmes pour le documentaire Un amour d’été, réalisé par Jean-François Lesage (Grand prix des Rencontres internationales du documentaire de Montréal en 2015).
Il a lu ses poèmes à l'international, dont en France, en Chine, en Haïti, en Écosse et au Sénégal.

## Œuvres

### Poésie
- Le vertige dans la bouche, Montréal, Éditions du Noroît, 2005, 77 p.  (ISBN 2-89018-562-1)
- Je t'en prie, Montréal, Éditions du Noroît, 2011, 74 p.  (ISBN 978-2-89018-722-1)
- La vie sauve, Montréal, Éditions du Noroît, 2016, 87 p. (ISBN 9782897660109)
- Nous faisons l'amour, Montréal, Éditions du Noroît, 2019, 74 p.  (ISBN 9782897661755)
- Tendresse tactique, Joliette, Bouc Productions, 2019, 68 p.  (ISBN 9782924614174)
- Peau manifeste, Montréal, Éditions du Noroît, 2024, 92 p.  (ISBN 9782897664510)

### Ouvrages collectifs
- avec Marie-Hélène Jeannotte, et Isabelle St-Amand, Nous sommes des histoires : réflexions sur la littérature autochtone, Montréal, Mémoire d'encrier, 2018, 276 p.  (ISBN 9782897124359)

### Essais
- « L’ensauvagement du sacré : la poésie performée de Serge Pey », dans Puissances du verbe : Écriture et chamanisme, sous la direction de Guillaume Asselin et Pierre Ouellet, Montréal, VLB Éditeur, coll. « Le soi et l’autre », 2007, p. 171-182  (ISBN 978-2-89005-987-0)
- « Benoit Jutras, l’apaisante violence de l’intime », dans Aux frontières de l’intime : Le sujet lyrique dans la poésie québécoise actuelle, sous la direction de Denise Brassard et Evelyne Gagnon, Université du Québec à Montréal, Figura, no. 17, 2007, p. 57-69  (ISBN 978-2-921764-29-2)
- L’amérindiantié violente de Josée Yvon », dans Littérature francophone contemporaine : Essais sur le dialogue et les frontières, sous la direction de Samira Belyazid, Lewiston (Maine), Mellen Press, 2008, p. 117-127  (ISBN 978-0-7734-4932-9)
- « Le couple comme cabane dans la poésie de Fernand Durepos », dans États de la présence : Les lieux d’inscription de la subjectivité dans la poésie québécoise actuelle, sous la direction de Denise Brassard et Evelyne Gagnon, Montréal, XYZ, coll. « Théorie et littérature », 2010, p. 203-219  (ISBN 978-2-89261-585-2)
- « Hors-la-langue ? L’exploréen et les glossolalies dans la poésie québécoise », Nouveaux territoires de la poésie francophone au Canada (1970-2000), sous la direction de Jacques Paquin, Ottawa, Presses de l’Université d’Ottawa, coll. « Archives des lettres canadiennes », tome XV, 2012, p. 115-130  (ISBN 978-2-7603-0780-3)
- « Marvin Francis : poésie amérindienne, poésie performative », dans Formes américaines de la poésie, sous la direction de Luc Bonenfant, Isabelle Miron et Nathalie Watteyne, Lewiston, Maine, Mellen Press, 2013, p. 403-424  (ISBN 0773444882)
- « Ces poèmes qui trébuchent sur le trottoir : à propos de José Acquelin, Renée Gagnon et Jean Sioui », dans Littératures québécoise et acadienne contemporaines : Au prisme de la ville, sous la direction d’Anne-Yvonne Julien, Rennes, Presses universitaires de Rennes, 2014, p. 303-314  (ISBN 9782753532892)
- « Écrire pour prendre la parole : situation de la poésie amérindienne francophone », dans Pour la poésie : Poètes de langue française (XXe – XXIe siècle), sous la direction de Corinne Blanchaud et Cyrille François, Paris, Presses universitaires de Vincennes, 2015, p. 295-307  (ISBN 9782842924560)
- « Les cassettes de poésie aux Écrits des Forges : une mine d’or désuète ? », dans À nous demain : Poétiques d’auteurs et pratiques éditoriales aux Écrits des Forges, sous la direction de Jacques Paquin et Hélène Marcotte, Montréal, Nota Bene, 2016, p. 137-161  (ISBN 9782895185208)

### Anthologies
- [Bestof] : 30 ans de publications étudiantes littéraires à l'UQAM, 1973-2003 - Signes de vie, Montréal, Erre d'aller, centre étudiant d'édition et de diffusion, 2006, 181 p

### Traductions
- Le premier coup de clairon pour réveiller les femmes immorales = The first blast to awaken women degenerate / Rachel McCrum, Montréal, Mémoire d'encrier, 2020, 167 p.  (ISBN 9782897127138)
- Pour l'amour du multilinguisme : une histoire d'une monstrueuse extravagance / Tomson Highway, Montréal, Mémoire d'encrier, 2019, 67 p.  (ISBN 9782897126179)
- Fragments d'un monde en ruine / Thomas King, Montréal, Mémoire d'encrier, 2021, 106 p.  (ISBN 9782897127763)

### Documentaire
- Rédaction des poèmes pour Un amour d'été de Jean-François Lesage, 2015.

## Prix et honneurs
- 2006 : Prix Adrien-Thério (meilleur mémoire de maîtrise portant sur la littérature québécoise)[15]
- 2016 : Prix Émile-Nelligan, pour La vie sauve[5]
- 2019 : Finaliste au Prix de la traduction John Glassco 2019 pour la traduction de Pour l’amour du multilinguisme de Tomson Highway[9]